# Фащук Василь Павлович
Василь Павлович Фащук (18 серпня 1929, с. Ямниця, Станиславівське воєводство — 19 січня 2016, Тисменицький район, Івано-Франківська область) — український драматург-сценарист, громадсько-культурний і просвітянський діяч, педагог, політв'язень.

## Життєпис
Семирічну освіту здобув у школі рідного села. В 1945—1948 рр. навчався у Станіславському педучилищі, після якого рік працював учителем у Воронській семирічній школі Коломийського району. 1949-го вступив на філологічний факультет (український відділ) Чернівецького університету. 30 березня 1951 р. В. Фащука заарештували, а 19 січня 1952-го засудили на 10 років позбавлення волі за антирадянську діяльність і за збереження забороненої літератури та розповсюдження її серед студентів. (стаття 54-10 ч. 2 КК УРСР). Покарання відбував у м. Совгавані Хабаровського краю. 4 липня 1956 р. звільнений з місця ув'язнення зі зняттям судимості та у вересні поновлений на навчанні у ЧДУ. Однак у зв'язку з революцією в Угорщині, яка викликала симпатії серед студентства, 13 лютого 1957 р. В. Фащука знову виключили з університету — як неблагонадійного.
Після багатьох поневірянь він працює вчителем у с. Стара Жадова Сторожинецького району на Буковині та в селах Височанка й Тязів Галицького району Івано-Франківської області. Одночасно навчається заочно в Чернівецькому університеті, який закінчив 1961-го. З вересня 1962 р. до 1972 р. він викладав українську мову і літературу в середній школі № 5, а після невеликої перерви, пов'язаної з хворобою горла повернувся у 1975 р. до викладання в СШ № 11, та № 13 м. Івано-Франківська. Працюючи вчителем у багатьох школах, він всюди організовував хорові колективи, драматичні гуртки і сам брав у них активну участь. Його методика викладання мови і літератури, турбота про школярів сприяла пробудженню національного самоусвідомлення та надихала на тягу до знань, ось чому серед його колишніх учнів багато відомих фахівців, науковців, справжньої української еліти.
Як старший інженер-інспектор з охорони пам'яток архітектури Обласного відділу будівництва і архітектури (1972—1974 рр.) він зробив вагомий внесок у виявлення, облік та збереження архітектурних пам'яток Прикарпаття, доклав зусиль до реставрації Скиту Манявського, дерев'яних церков у Ворохті, Коломиї, Рогатині, в с. Черче. Виконано трасування фундаментів Успенської церкви ХІІ ст. в с. Крилос. У тому ж Крилосі В. Фащук започаткував створення Музею архітектури та побуту Прикарпаття.

## Родина
Батько Павло Фащук, мати Євдокія Климентівна — селяни, у 1939 році батько, як учасник війни розстріляний гітлерівськими окупантами в лікарні в польському місті Гнезно.
У 1961 одружився з учителькою німецької мови Ольгою Голинською, з якою виростив і виховав сина Тараса 1962 р.н. (інженер-нафтовик) й доньку Лесю 1966 р.н. (музикант-концертмейстер).

## Творча діяльність
В. Фащук автор 22 драматургічних творів — п'єс-інсценізацій — переважно історичної тематики. Значна частина їх уже побачила світло рампи на сценах театрів: Ямницького народного («Кайдашева сім'я» за повістю Івана Нечуя-Левицького, 1966 р.; «Палій» за новелами Василя Стефаника, 1971), Івано-Франківського обласного муздрамтеатру ім. І. Франка («Змова» за новелами Марка Черемшини, 1974; «Данило Галицький» за твором Антона Хижняка, 1978; «Терен на шляху» за твором Петра Колесника, 1981; «Олекса Довбуш» за романом Володимира Ґжицького «Опришки», 1986; «Кайдашева сім'я», 2005), Львівського театру для юнацтва («Отчий світильник» за твором Романа Федоріва, 1984), Тернопільського обласного муздрамтеатру («Данило Галицький», 1986), Рівненського театру («Кайдашева сім'я», 1977), Чернівецького театру («Кайдашева сім'я», 2002).
Від жовтня 1991 р. В. Фащук завідував літературною частиною в Івано-Франківському театрі фольклору, народних свят і видовищ, де у співавторстві з заслуженим артистом України Володимиром Нестеренком створили спектакль «Степан Бандера. Автобіографія».
З початку 1993-го працював в Івано-Франківському міському товаристві «Просвіта» ім. Т. Шевченка — спочатку референтом, а згодом відповідальним секретарем. Член редколегії книги «Просвіта Івано-Франківська. Минуле і сучасне» (2000).
В. Фащук — автор багатьох книг та публікацій, де вміщено його п'єси-інсценізації. У 1996 році вийшли друком його історичні драми «Отчий світильник» та «Данило Галицький». 1997 року побачили світ драми «Полки йдуть на Галич» та «Княгиня Романова». У 2001 р. побачила світ книга «Княжа слава», де вміщено п'ять його п'єс-інсценізацій («Отчий світильник», «Чудо святого Георгія о Зміє» за Романом Федорівим, «Полки йдуть на Галич» за Теодором Микитиним, «Княгиня Романова» за Іваном Филипчаком, «Король Данило» за Антоном Хижняком), які відображають славні, героїчні сторінки історії Галицько-Волинської держави у ХІІ—ХІІІ століттях.
2004-го опублікована книга «Борці за волю», в якій надруковано п'ять історичних п'єс-інсценізацій В. Фащука: «Спалах у темряві» і «Полковник Семен Височан» за творами Теодора Микитина; «Олекса Довбуш» за романом Володимира Ґжицького «Опришки»; «Лицарі листопадового чину» за романом Євгена Куртяка «Спалені обози»; «Борці за волю» за повістю Марії Остромири «Лемківщина у вогні».
Того ж 2004 р. вийшла з друку книга В. Фащука «Терен на шляху», присвячена 150-річчю від дня народження І. Франка. До неї увійшли такі твори В. Фащука: «Терен на шляху» за мотивами однойменного роману П. Колесника, «Панські жарти» за однойменною поемою та «Лис Микита» за однойменною казкою І. Франка.
У № 1 журналу «Перевал» за 2004 р. опубліковано його п'єсу-інсценізацію «Син волі» за мотивами романів В. Шевчука «Син волі» і «Терновий цвіт» (про Т. Шевченка).
2005-го вийшла з друку романтична п'єса-інсценізація «Під тихий вечір» за мотивами однойменної повісті Б. Лепкого.
2011 р. драматург створив п'єсу-інсценізацію «Пригоди молодого лицаря» за мотивами однойменного роману С. Черкасенка, а 2012-го скомпонував п'єсу-інсценізацію «Ярема Галайда» за поемою Т. Шевченка «Гайдамаки», які ще не опубліковані. У № 1 журналу «Перевал» за 2012 р. опубліковано п'єсу-інсценізацію В. Фащука «Хрещення Київської Руси», написану за романом С. Скляренка «Володимир» і за мотивами «Повісті минулих літ». Ця історична драма на дві дії з шістьма картинами опублікована в книжці В. Фащука «Христитель України-Руси».

## Громадська діяльність
У січні 1990-го В. Фащук організував осередок Народного Руху України «Центр» і був обраний його головою, а згодом запрошений референтом у Крайову Раду НРУ.
1993 — 31 березня 1997 — В. Фащук працював в Івано-Франківському міському об'єднанні Всеукраїнського товариства «Просвіта» ім. Т. Шевченка — спочатку референтом, а згодом відповідальним секретарем.

## Нагороди і премії
- Лауреат премії ім. академіка Івана Крип'якевича (25.06.1996);
- Лауреат премії ім. Марійки Підгірянки (2003);
- Медаль «Будівничий України» Всеукраїнського товариства «Просвіта» ім. Т. Шевченка (2004);
- Орден «За мужність» ІІІ ст.[12];
- Грамота і Почесна ювілейна відзнака до 100-річча Степана Бандери (2010).
- Почесний член Товариства «Просвіта» — з 04.12.2001 р.